# Je t'aimais, je t'aime, je t'aimerai
Je t'aimais, je t'aime, je t'aimerai is een nummer van de Franse zanger Francis Cabrel uit 1994. Het is de eerste single van zijn achtste soloalbum Samedi soir sur la Terre.
De tekst beschrijft de immense liefde van de verteller voor zijn partner, die tot uiting komt in het verleden, het heden en de toekomst. Hoewel "Je t'aimais, je t'aime, je t'aimerai" een grote radiohit werd in Frankrijk en nog steeds veel wordt gedraaid, bereikte het slechts de 78e positie in de Franse hitlijsten.

## Tracklijst
- Cd-single

1. "Je t'aimais, je t'aime, je t'aimerai" - 4:39
2. "Vite croisée" - 5:28

- 7"

1. "Je t'aimais, je t'aime, je t'aimerai" - 4:39
2. "Vite croisée" - 5:28